# Gunnar Lindstedt (ämbetsman)
Bo Gunnar Lindstedt, född den 10 november 1927 i Bollnäs, död den 24 december 2011 i Kalmar, var en svensk ämbetsman.
Lindstedt avlade studentexamen vid Kalmar högre allmänna läroverk 1946 och juris kandidatexamen vid Lunds universitet 1951. Han anställdes vid landskontoret i Kalmar län 1952, blev extra ordinarie länsnotarie där 1954, förste länsnotarie där 1960, i Blekinge län 1961, förste taxeringsinspektör där 1961, tillförordnad biträdande taxeringsintendent där 1963, länsassessor där 1965, tillförordnad länsassessor i Kalmar län 1967, ordinarie länsassor där 1970, taxeringsdirektör vid länsstyrelsen i Södermanlands län 1971 samt länsråd och chef för skatteavdelningen vid länsstyrelsen i Kalmar län 1977. Han fick 1987 regeringens förordnande som länsskattechef vid Länsskattemyndigheten i Kalmar län. Lindstedt vilar på Skogskyrkogården i Kalmar.